# Simone Valiante
Simone Valiante (Pagani, 18 giugno 1974) è un politico italiano.

## Biografia
È il figlio maggiore di Antonio Valiante, già consigliere e assessore della Regione Campania e deputato del PPI.
Laureato in giurisprudenza, è funzionario amministrativo presso la ASL di Salerno. È stato amministratore locale di Cuccaro Vetere, suo comune di residenza.
Candidato nel listino bloccato del Partito Democratico, alle elezioni politiche del 2013 viene eletto deputato della XVII legislatura nella circoscrizione XX Campania 2.
Non ricandidato alle elezioni politiche del 2018, il 22 febbraio di tale anno viene designato Presidente del Consac Ies (Consac Infrastrutture Energia e Servizi S.P.A.).
Il 7 agosto 2020 annuncia la candidatura al consiglio regionale nella lista PD - De Luca presidente in occasione delle elezioni del 21 settembre 2020, alle quali non risulta eletto.
In occasione del rinnovo della vertice del Parco Nazionale del Cilento, Vallo di Diano e Alburni, il suo nome compare come possibile presidente del consiglio direttivo; il presidente della regione Campania De Luca si è subito espresso negativamente, bocciando la candidatura.
Sposato, separato dalla moglie, è padre di due figlie. Risiede nel comune di Cuccaro Vetere.